# Longing (песня)
«Longing» — песня японской метал-группы X Japan. Известна в нескольких вариантах, два из которых были выпущены в качестве синглов. Первый, «Longing ~Togireta Melody~» (яп. Longing ～跡切れたmelody～), вышел 1 августа 1995 года, а второй, «Longing ~Setsubou no Yoru~» (яп. Longing ～切望の夜～), — 11 декабря 1995 года.

## О песне
Изначально песня вышла как демозапись под названием Longing ~Togireta Melody~, которая раздавалась на концертах группы в «Токио Доум» 30—31 декабря 1994 года. Она включала также запись репетиций песен «Longing», «Break the Darkness», «Scars» и «Dahlia». В 2007 году демозапись была переиздана на компакт-диске как часть Aoi Yoru Shiroi Yoru Complete Edition — DVD-издания, содержащего видео двух выступлений, во время которых она была впервые обнародована.
Первый сингл, выпущенный 1 августа 1995 года, имеет большое сходство с демозаписью и поэтому называется так же. Различия в том, что он длиннее на минуту и в его записи использовались барабаны. Данный вариант песни вошёл позже в альбом Dahlia. В изданном 11 декабря 1995 года втором сингле, «Longing ~Setsubou no Yoru~», присутствует только вокал Тоси на фоне симфонии. Третья композиция в этом сингле является английской версией песни, в которой Ёсики читает её слова как стихотворение.
Дэвид Линч для продвижения «Torigeta Melody» создал телевизионный рекламный ролик, снимавшийся на пляже в Малибу. В нём фигурирует только Ёсики. Также Линч снял музыкальное видео для «Setsubou no Yoru», которое записывалось в лос-анджелесской студии и рядом с озером Койот в округе Сан-Бернардино (Калифорния), но так и не было выпущено. В автобиографии 2018 года Линч описал этот опыт как «очень занятный» и добавил, что «некоторые кадры настолько чертовски красивы, что в это трудно поверить». Закулисные кадры со съёмок этих видео вошли в документальный фильм 2016 года «Мы — X».
Концертная версия «Torigeta Melody» вышла на стороне «Б» сингла 1997 года «Forever Love (Last Mix)» под названием «Longing (Bootleg)» из-за низкого качества звука. Для сольного альбома 2005 года Eternal Melody II Ёсики создал другую инструментальную оркестрованную версию песни под названием «Longing».

## Коммерческий успех
«Longing ~Togireta Melody~» занял 1-е место в чарте Oricon и пребывал в нём 11 недель. В 1995 году продажи сингла составили 476 170 копий, таким образом он стал 76-м самым продаваемым синглом года и получил платиновую сертификацию Японской ассоциации звукозаписывающих компаний. «Longing ~Setsubou no Yoru~» достиг 5-го места в чарте и пребывал в нём 7 недель.

## Список композиций
Автор всех композиций — Ёсики.
| №  | Название                                                                                           | Длительность |
| -- | -------------------------------------------------------------------------------------------------- | ------------ |
| 1. | «Longing ~Togireta Melody~» (Longing ～跡切れたmelody～)                                           | 7:45         |
| 2. | «Longing ~Togireta Melody~ (Original Karaoke)» (Longing ～跡切れたmelody～ (オリジナル・カラオケ)) | 7:40         |

| №  | Название                                                                                  | Длительность |
| -- | ----------------------------------------------------------------------------------------- | ------------ |
| 1. | «Longing ~Setsubou no Yoru~» (Longing ～切望の夜～)                                       | 4:59         |
| 2. | «Longing ~Setsubou no Yoru~ (Original Karaoke)» (Longing ～切望の夜～ (Original Karaoke)) | 5:28         |
| 3. | «Longing ~Setsubou no Yoru~ (The Poem)» (Longing ～切望の夜～ (The Poem))                 | 4:57         |

## Участники записи
- Тоси — вокал
- Пата — гитара
- Хидэ — гитара
- Хит — бас-гитара
- Ёсики — барабаны, пианино